# Phúc Âm Luca
Phúc âm Luca là một trong bốn sách Phúc âm trong Tân Ước viết về sự giáng sinh, cuộc đời, sự chết và sự Phục sinh của Chúa Giê-su. Ba Phúc âm còn lại là Phúc âm Matthew (Phúc âm Mátthêu hay Phúc âm Ma-thi-ơ), Phúc âm Mark (Phúc âm Máccô hay Phúc âm Mác) và Phúc âm John (Phúc âm Gioan hay Phúc âm Giăng). Trong tiếng Việt sách này được gọi là Tin mừng theo Thánh Luca (Công giáo) hoặc Tin lành theo Lu-ca (Tin lành). Đây là sách thứ ba cũng là sách dài nhất trong bốn sách Phúc âm.
Truyền thống cho rằng, tác giả của Phúc âm Luca cũng là tác giả của Sách Công vụ Tông đồ (Công vụ các Sứ đồ). Cũng như các Phúc âm kinh điển khác, nguồn gốc của Phúc âm này không rõ. Từ thế kỷ thứ hai, Luca được xem là tác giả của sách này. Ông được nêu tên trong Thư gửi tín hữu Côlôsê 4:14. Lu-ca là một bác sĩ, là một môn đệ và là bạn đồng hành của Sứ đồ Phaolô.
Trong lời mở đầu, tặng cho Theophilus, (Lu-ca 1:1-4), tác giả viết rằng nhiều người đã tường thuật những sự việc theo trình tự từ những nhân chứng tai nghe mắt thấy, nên tác giả cũng quyết định làm như vậy. Sau khi nghiên cứu mọi việc từ lúc bắt đầu, ông viết lại để Theophilus có thể hiểu tường tận những điều mà ông được hướng dẫn.

## Bố cục chi tiết
Nội dung của Phúc âm Lu-ca theo thứ tự như sau:
Lời Giới thiệu
- Đề tặng cho Theophilus (1:1-4)

Sự giáng sinh và thời niên thiếu của Chúa Giê-xu
- Thầy tế lễ Giacaria (1:5-25)
- Công bố về sự ra đời của Gioan Tẩy giả (1:26–45)
- Thiên thần báo tin cho Maria (1:46–56)
- Gioan Tẩy giả (1:57–80; 3:1–20; 7:18-35; 9:7–9)
- Bài ngợi ca của Giacaria (1:68-79)
- Cuộc thống kê dân số của Quirinius (2:1-5)
- Sự giáng sinh của Chúa Giê-xu (2:6–7)
- Các mục đồng chiêm bái Chúa (2:8–20)
- Lễ dâng hiến và cắt bì tại đền thờ (2:21–40)
- Bài ngợi ca của Simêôn (2:29-32)
- Lạc mất tại đền thờ (2:41-52)

Chúa chịu phép rửa và bị cám dỗ
- Chúa chịu phép rửa (3:21–22)
- Gia phả Chúa Giê-xu (3:23–38)
- Chúa bị cám dỗ (4:1–13)

Giáo vụ của Chúa tại Galilee
- Tin mừng (4:14–15)
- Chúa bị quê hương chối từ (4:16–30)
- Capernaum (4:31-41)
- Hành trình truyền giảng tại Gallile (4:42–44)
- Chúa gọi Simon, Giacôbê và Gioan (5:1–11)
- Chúa chữa người cùi và bại liệt (5:12-26)
- Chúa gọi Mátthêu (5:27–32)
- Dụ ngôn Rượu mới bình cũ, Vấn đề kiêng ăn (5:33–39)
- Bứt lúa trong ngày Sa-bát (6:1–11)
- Mười hai Sứ đồ (6:12–16; 9:1–6)
- Bài giảng trên núi (6:17–49)
- Phép lạ của Chúa Giê-xu (7:1-17)
- Chúa được xức dầu (7:36–50)
- Những nữ môn đệ của Chúa (8:1–3)
- Dụ ngôn Người gieo giống (8:4-8,11–17)
- Mục đích của những dụ ngôn (8:9-10)
- Muối, Ánh sáng (8:16–18; 11:33; 14:34–35)
- Quở sóng gió (8:22–25)
- Đuổi bầy quỷ (8:26–39)
- Chữa lành cho con gái người cai nhà hội (8:40-56)
- Hóa bánh cho 5000 người ăn (9:10–17)
- Phêrô xưng nhận Chúa (9:18–20)
- Con người (9:21–25, 44–45, 57-58; 18:31–34)
- Sự tái lâm (9:26-27)
- Chúa hóa hình (9:28–36)
- Chữa lành cho bé trai bị quỷ nhập (9:37-43)
- Người đầu trở nên cuối và người cuối trở nên đầu (9:46-48)
- Thái độ đối với Chúa (9:49–50)

Những sự dạy dộ của Chúa trên hành trình về Jerusalem
- Hành trình về Jerusalem (9:51)
- Người Samari khước từ Chúa(9:52–56)
- Hãy để người chết chôn người chết(9:59-60)
- Đừng nhìn lại phía sau (9:61-62)
- 70 môn đồ (10:1-24)
- Nguyền rủa Chorazin, Bethsaida, Capernaum (10:13-15)
- Ca ngợi Chúa Cha (10:21-24)
- Đại Mạng Lệnh (10:25-28)
- Dụ ngôn Người Samaria nhân lành (10:29–37)
- Viếng thăm gia đình Ladarô (10:38-42)
- Bài cầu nguyện của Chúa (11:1–4)
- Bạn của bóng đêm (11:5–13)
- Chúa và ma quỷ (11:14–22,8:19–21)
- Thái độ đối với Chúa (11:23)
- Quỷ nhập (11:24–26)
- Nghe và làm (11:27-28)
- Thần học về câu chuyện Giôna (11:29–32)
- Ham mê vật chất, Mắt và ánh sáng (11:34-36)
- Quở trách người Pharisêu và các kinh sư (11:37-54)
- Che giấu hay bày tỏ (12:1-3)
- Kính sợ ai (12:4-7)
- Tội lỗi không bao giờ được tha (12:8-12)
- Tranh chấp quyền thừa kế (12:13-15)
- Dụ ngôn Người giàu ngu dại, chim trời và thiên đàng (12:16-32)
- Bán hết gia tài (12:33-34)
- Dụ ngôn Người quản gia bất lương (12:35–48)
- Mang gươm giáo không mang hòa bình (12:49–53; 14:25–27)
- Biết thời điểm (12:54-56)
- Dàn xếp với người tố cáo (12:57-59)
- Ăn năn hay bị hư mất (13:1-5)
- Dụ ngôn Cây vả không ra trái (13:6-9)
- Chữa lành phụ nữ trong ngày Sa-bát (13:10-17)
- Dụ ngôn Hạt cải và Dụ ngôn Men trong bột (13:18–21)
- Dụ ngôn Cửa hẹp (13:22–30)
- Thương tiếc Jerusalem (13:31-35)
- Chữa lành người bệnh thủy thủng (14:1-6)
- Dụ ngôn Tiệc cưới, chiến tranh, Dụ ngôn Chiên lạc mất, Dụ ngôn Đồng bạc bị đánh mất, Dụ ngôn Đứa con hoang đàng, Dụ ngôn Người quản gia bất lương (14:7–16:9)
- Chúa và vấn đền tiền bạc (16:13)
- Bổ sung luật pháp (16:16-17)
- Vấn đề ly dị (16:18)
- Dụ ngôn Lazarus và Phú ông (16:19-31)
- Nguyền rủa những người gài bẫy kẻ khác(17:1-6)
- Dụ ngôn Ông chủ và đầy tớ (17:7-10)
- Chữa lành 10 người phung(17:11-19)
- Sự tái lâm (17:20-37)
- Dụ ngôn Quan tòa bất chính, Dụ ngôn N Người Pharisee và người thu thuế (18:1-14)
- Ban phước cho trẻ em (18:15-17)
- Người giàu và sự cứu rỗi (18:18-30)
- Chữa lành người mù (18:35–43)
- Xa-chê (19:1-10)
- Dụ ngôn Những nén bạc (19:11–27)

Những xung đột, bị hành hình và sự sống lại
- Vào Jerusalem (19:28–44)
- Chúa và những người đổi tiền (19:45–20:8)
- Dụ ngôn Những tá điền sát nhân (20:9–19)
- Trả lại cho Xêda vật gì của Xêda (20:20–26)
- Sự sống lại (20:27–40)
- Đấng Cứu Thế và vua Đa-vít (20:41-44)
- Trách những thầy giáo luật (20:45-47)
- Bài học về sự dâng hiến của một góa phụ nghèo (21:1-21:4)
- Ngày tận thế (21:5–38)
- Judas Iscariot (22:1–6)
- Tiệc thánh (22:7–23)
- Ai lớn hơn? (22:24-27)
- 12 ngôi đoán xét (22:28-30)
- Phêrô chối Chúa (22:31–34, 54–62)
- Hai thanh gươm(22:35-38)
- Chúa bị bắt (22:39–53)
- Chúa bị người Do Thái xử tại dinh Thượng tế (22:63–71)
- Chúa bị Philatô xử] (23:1–5, 13–25)
- Chúa bị vua Herod Antipas xử] (23:6–12)
- Sự chết và sự sống lại của Chúa (23:26–49)
- Giô-sép, người Arimathê (23:50–56)
- Mộ trống (24:1–12)
- Chúa Phục Sinh hiện ra cho hai môn đệ trên đường Emmau, và sau đó với các môn đệ (24:13–43)
- Đại Mạng Lệnh (24:44–49)
- Chúa thăng thiên (24:50–53)

## Trích đoạn
| “ | Thầy nói với anh em là những người đang nghe Thầy đây: hãy yêu kẻ thù và làm ơn cho kẻ ghét anh em, hãy chúc lành cho kẻ nguyền rủa anh em và cầu nguyện cho kẻ vu khống anh em. Ai vả anh má bên này, thì hãy giơ cả má bên kia nữa. Ai đoạt áo ngoài của anh, thì cũng đừng cản nó lấy áo trong. Anh em muốn hãy cho, ai lấy cái gì của anh, thì đừng đòi lại. Anh em muốn người ta làm gì cho mình, thì cũng hãy làm cho người ta như vậy. Nếu anh em yêu thương kẻ yêu thương mình, thì có ân nghĩa gì đâu? Ngay cả người tội lỗi cũng yêu thương kẻ yêu thương họ. Và nếu anh em làm ơn cho kẻ làm ơn cho mình, thì còn gì là ân với nghĩa? Ngay cả người tội lỗi cũng làm như thế. Nếu anh em cho vay mà hy vọng đòi lại được, thì còn gì là ân với nghĩa? Cả người tội lỗi cũng cho kẻ tội lỗi vay mượn để được trả lại sòng phẳng. Trái lại, anh em hãy yêu kẻ thù, hãy làm ơn và cho vay mà chẳng hề hy vọng được đền trả. Như vậy, phần thưởng dành cho anh em sẽ lớn lao, và anh em sẽ là con Đấng Tối cao, vì Người vẫn nhân hậu với cả phường vô ân và quân độc ác. Anh em hãy có lòng nhân từ, như Cha anh em Đấng nhân từ. Anh em đừng xét đoán, thì anh em sẽ không bị Thiên chúa xét đoán. Anh em đừng lên án, thì sẽ không bị Thiên Chúa lên án. Anh em hãy tha thứ, thì sẽ được Thiên Chúa thứ tha. Anh em hãy cho, thì sẽ được Thiên Chúa cho lại. Người ta sẽ đong cho anh em đấu đủ lượng đã dằn, đã lắc và đầy tràn, mà đổ vào vạt áo anh em. Vì anh em đong bằng đấu nào, thì Thiên Chúa sẽ đong lại cho anh em bằng đấu ấy. | ” |